# Salomón Obama
Salomón Asumu Obama Ondo, noto semplicemente come Salomón Obama (Malabo, 4 febbraio 2000), è un calciatore equatoguineano con cittadinanza spagnola, attaccante del Rànger's e della nazionale equatoguineana.

## Biografia
Ha un fratello gemello, Federico, suo compagno di squadra durante la militanza nell'Atlético Madrid B e nella nazionale equatoguineana.

## Caratteristiche tecniche
È un centravanti.

## Carriera

### Nazionale
Ha esordito con la nazionale equatoguineana l'8 settembre 2018 in occasione dell'incontro valevole per le qualificazioni alla Coppa d'Africa 2019 vinto 1-0 contro il Sudan.
Nel 2023 partecipa alla Coppa d'Africa.

## Statistiche
Statistiche aggiornate al 14 novembre 2018.

### Cronologia presenze e reti in nazionale
| Cronologia completa delle presenze e delle reti in nazionale ― Guinea Equatoriale | Cronologia completa delle presenze e delle reti in nazionale ― Guinea Equatoriale | Cronologia completa delle presenze e delle reti in nazionale ― Guinea Equatoriale | Cronologia completa delle presenze e delle reti in nazionale ― Guinea Equatoriale | Cronologia completa delle presenze e delle reti in nazionale ― Guinea Equatoriale | Cronologia completa delle presenze e delle reti in nazionale ― Guinea Equatoriale | Cronologia completa delle presenze e delle reti in nazionale ― Guinea Equatoriale | Cronologia completa delle presenze e delle reti in nazionale ― Guinea Equatoriale |
| Data                                                                              | Città                                                                             | In casa                                                                           | Risultato                                                                         | Ospiti                                                                            | Competizione                                                                      | Reti                                                                              | Note                                                                              |
| --------------------------------------------------------------------------------- | --------------------------------------------------------------------------------- | --------------------------------------------------------------------------------- | --------------------------------------------------------------------------------- | --------------------------------------------------------------------------------- | --------------------------------------------------------------------------------- | --------------------------------------------------------------------------------- | --------------------------------------------------------------------------------- |
| 8-9-2018                                                                          | Bata                                                                              | Guinea Equatoriale                                                                | 1 – 0                                                                             | Sudan                                                                             | Qual. Coppa d'Africa 2019                                                         | -                                                                                 | 76’                                                                               |
| 13-10-2018                                                                        | Bata                                                                              | Guinea Equatoriale                                                                | 0 – 1                                                                             | Madagascar                                                                        | Qual. Coppa d'Africa 2019                                                         | -                                                                                 | 56’                                                                               |
| 16-10-2018                                                                        | Antananarivo                                                                      | Madagascar                                                                        | 1 – 0                                                                             | Guinea Equatoriale                                                                | Qual. Coppa d'Africa 2019                                                         | -                                                                                 | 46’                                                                               |
| 11-11-2020                                                                        | Il Cairo                                                                          | Libia                                                                             | 2 – 3                                                                             | Guinea Equatoriale                                                                | Qual. Coppa d'Africa 2021                                                         | 1                                                                                 | 90+2’                                                                             |
| 15-11-2020                                                                        | Bata                                                                              | Guinea Equatoriale                                                                | 1 – 0                                                                             | Libia                                                                             | Qual. Coppa d'Africa 2021                                                         | -                                                                                 |                                                                                   |
| Totale                                                                            |                                                                                   | Presenze                                                                          | 5                                                                                 |                                                                                   | Reti                                                                              | 1                                                                                 |                                                                                   |